# Ахмадреза Джалалі
Ахмадреза Джалалі або Ахмад Реза Джалалі (перс. احمدرضا جلالی; нар. 15 вересня 1971 р.) — ірано-шведський лікар медицини катастроф, викладач і науковий співробітник. Його звинуватили у шпигунстві та співпраці з Ізраїлем та засудили до смертної кари.  Він працював у кількох університетах Європи, серед яких університет Каролінської Швеції, де він також отримав докторську ступінь, Università degli Studi del Piemonte Orientale (Італія), Vrije Universiteit Brussel (Бельгія). Він також співпрацював з університетами в Ірані і підтримує зв'язки з університетами по всьому світу, в тому числі в Ізраїлі, Саудівській Аравії та США. 

## Арешт та ув'язнення
У квітні 2016 року, коли він відвідував Іран, за запрошенням Тегеранського університету та Університету Шираз, він був заарештований за наказом Міністерства розвідки та безпеки без ордеру чи будь-яких підстав для арешту  . Через два тижні він отримав обвинувачення у шпигунстві та співпраці з Ізраїлем, аргументом цього нібито є лист його дружини, який начебто містив докази. Його родині не повідомляли про його місце знаходження протягом десяти днів , хоча вони знали, що він був заарештований. Після утримання в невідомому місці протягом 7 днів його перевели в секцію 209 в'язниці Евіна, де він утримувався 7 місяців. Під час дзвінків до його сім'ї доктор Джалалі заявив, що його тримали в одиночній камері 3 місяці, а наступні місяці - в частковій ізоляції.

## Вирок
31 січня 2017 року, після дев'яти місяців ув'язнення, доктора Джалалі відвезли до відділення Революційного суду в Тегерані, де він був офіційно звинувачений у шпигунстві, незважаючи на відсутність доказів, було повідомлено, що йому загрожує смертна кара. Як повідомляється, його адвоката не пустили на слухання, і йому було відмовлено у доступі до матеріалів справи. 
Після кількох місяців невиправданого ув'язнення, 21 жовтня 2017 року його засудили до смерті за звинуваченням у "корупції на землі" (ifsad fil-arz)  . Потім він утримувався у в'язниці Евіна. У листопаді 2017 року Робоча група ООН з безпідставного затримання офіційно попросила іранський уряд надати детальну інформацію про його затримання, але на це не отримала відповіді. Наприкінці 2018 року іранське державне телебачення представило його як шпигуна і показало його зізнання, яке, за словами доктора Джалалі, було заздалегідь написане. Він був змушений його прочитати під примусом погроз смерті та завдання шкоди його близьким. Спроби його адвоката подати апеляційні скарги на судовий перегляд вироку були відхилені. 
29 липня 2019 року доктора Джалалі знову перевезли з в'язниці Евіна до невідомого місця. Там його жорстоко катували та погрожували виконанням смертного вироку, щоб отримати від нього більше зізнань  .

## Стан здоров’я
З моменту арешту стан здоров'я доктора Джалалі погіршувався. Зокрема, аналізи крові, проведені у 2018 році, показали низький рівень лейкоцитів. Згодом його оглянув лікар на початку 2019 року у в'язниці Евіна; його рекомендували переглядати фахівці з гематології в лікарні, але в цьому запиті було відмовлено. Рекомендовані подальші обстеження не виконані. Крім того, повідомляється, доктор Джалалі втратив 24 кг з моменту арешту.  Всесвітня медична асоціація зайнялася його справою, і її президент Кетан Десай написав до представників влади Ірану, заявивши, що умови, у яких знаходиться доктор Джалалі, суперечать медичній етиці та фундаментальним правам людини  . 

## Міжнародний тиск

### Організація Об'єднаних Націй
У листопаді 2017 року Робоча група ООН з питань безпідставного затримання офіційно попросила уряд Ірану надати детальну інформацію про його затримання, але на жаль не отримала відповіді . 9 лютого 2018 року експерти ООН з прав людини терміново закликали Іран скасувати смертний вирок проти Ахмадреза Джалалі. 
Експерти ООН з прав людини звернулися до Ірану з проханням скасувати смертний вирок проти Джалалі протягом 2017 року. Експертами були пан Хосе Антоніо Гевара Бермудес, голова-доповідач Робочої групи з питань безпідставного затримання; П. Нілс Мелцер, спеціальний доповідач з питань тортур та інших жорстоких, нелюдських чи принизливих поводжень або покарань; Пані Агнес Калламар, спеціальний доповідач щодо позасудових або довільних страт; та пані Асма Джахангір, Спеціальний доповідач з питань прав людини в Ісламській Республіці Іран. 
Вони прийняли висновок № 92/2017  . 18 вересня 2017 року Робоча група передала заяви уряду в рамках своєї регулярної процедури повідомлень, але не отримала відповіді від уряду Ірану. Цей документ пояснює, чому позбавлення волі Ахмадреза Джалалі суперечить статтям 3, 5, 8, 9, 10 та 11 Загальної декларації прав людини та статтям 7, 9, 10 та 14 Міжнародного пакту про громадянські права "Політичні права", і в ньому чітко зазначено, що відповідним засобом захисту було б негайно звільнити пана Джалалі та надати йому право на компенсацію та інші компенсації відповідно до міжнародного права. 
Експерти ООН з прав людини повторили свій терміновий заклик у 2018 році  . 
У щорічному звіті Верховного комісара ООН з прав людини до 2020 року та доповідях Управління Верховного комісара та Генерального секретаря зазначається, що "існують постійні занепокоєння щодо становища іноземних громадян, які залишаються у в'язниці в Ірані [. . . ]. Громадянин Ірану-Швеції Ахмадреза Джалалі, засуджений до смертної кари в жовтні 2017 року за обвинуваченням у шпигунстві,  29 липня 2019 року був переведений у невідоме місце приблизно на 10 днів до повернення до в'язниці Евіна. За цей час на нього чинили тиск, щоб добути подальші звинувачення. Пану Джалалі, а також іншим  іноземним громадянам, включаючи пана Гадері, було відмовлено у лікуванні " 
У доповіді спеціального доповідача про стан прав людини в Ісламській Республіці Іран 2020 р. Підкреслюється, що "службовці безпеки та розвідки, включаючи Міністерство розвідки та Корпус ісламської революційної гвардії, у багатьох випадках перешкоджали доступу медичної допомоги затриманим та ув'язненим ".  Крім того, Спеціальний доповідач стурбований практикою оприлюднення примусового зізнання: "Ахмадреза Джалалі, шведсько-іранський академік, зробив зізнання у шпигунстві, яка транслювалася на Державному телебаченні в грудні 2017 року, через п'ять днів Верховний Суд підтримав його смертний вирок шляхом поспішно скликаного та секретного процесу, під час якого не було дозволено жодних заяв захисту " . Повідомляється, що пан Джалалі зробив визнання під примусом після того, як його допитувачі сказали, що його звільнять з одиночної камери лише в тому випадку, якщо він зробе подібне зізнання. 

### Нобелівські лауреати
У грудні 2018 року 121 лауреатів Нобелівської премії написали відкритий лист до Верховного лідера Ірану аятоли Алі Хаменеї про надання медичної допомоги професору Джалалі та просили звільнити його. 

### Міжнародна амністія
Amnesty International уважно стежить і збирає інформацію про умови життя та стан здоров'я Джалалі, особливо про нелюдські умови, яких Джалалі зазнав під час ув'язнення. 
Починаючи з 2017 року, Amnesty International розпочала кампанію, щоб заохотити громадські організації писати петиції та відсилати їх Верховному лідерові Ірану президенту Ірану та головному судді Ірану (голові судової влади) з проханням негайно звільнити Джалалі і  забезпечити йому безпеку та надати доступ до адвоката та родини, включаючи консульство Швеції для зустрічі з ним. 
Акція Норуза 2020 - це кампанія з підтримки в'язнів совісті в Ірані з нагоди традиційного іранського фестивалю в новому році. Амністія заохочує громадські організації надсилати в'язням та їхнім сім’ям листи підтримки. Цього року Міжнародна Амністія обрала сім справ політичних в’язнів та в’язнів-академіків, серед яких була й справа Джалалі, для представлення кампанії "Амнесті" на Норузі. 

### Scholars at Risk (SAR)
Scholars at Risk (SAR) - це міжнародна мережа установ та осіб, що сприяють академічній свободі та захисту вчених від загроз для їх академічної свободи  . SAR залучає та проводить громадські кампанії на підтримку доктора Джалалі, наприклад, випускаючи листи до державних органів влади в Ірані та проводячи онлайн-діяльність через соціальні мережі. У січні 2018 року SAR опублікував кампанію "#SaveAhmad" через соціальні медіа, щоб чинити тиск на державні установи для підтримки звільнення доктора Джалалі  . У березні 2020 року, у відповідь на пандемію COVID-19, SAR відправив листа до влади Ірана про беззастережне звільнення доктора Джалалі через стан здоров'я  . 

### Європейські університети
У листопаді 2017 року Європейська асоціація університетів (EUA) чинила тиск на владу Ірану для скасування виправного вироку Джалалі та негайного звільнення Джалалі  . EUA написав лист до Верховного лідера Ірану та висловив серйозну стурбованість щодо постійної шкоди Джалалі та його сім'ї. 
У квітні 2018 року Фламандська університетська рада (VLIR) ухвалила рішення про перенесення всієї академічної співпраці з іранськими університетами та установами у відповідь на рішення влади Ірану про ув'язнення та винесення смертного вироку щодо доктора Джалалі, одного з професорів Брюссельського вільного університету . З цього приводу Рада висловила глибоку стурбованість ув'язненням професора і попросила іранські органи надати йому медичну допомогу. Рада університету заявила, що співпраця фламандських університетів з іранськими установами не буде продовжена, якщо уряд Ірану не вжиє жодних дій на підтримку доктора Джалалі. 
31 жовтня Університет П'ємонта,  Каролінський університету і Брюссельський вільний університет направили листа голові судової системи Ірану, Садех Ларіджані, у якому просять звільнити доктора Джалалі. У листі університети нагадали про відмінну репутацію доктора Джалалі, нагадали про право на свободу вираження поглядів  . 

## Хід справи

### 2020 рік
- Після широкого поширення пандемії COVID-19 у березні 2020 року влада Ірану звільнила 85 тисяч осіб із в'язниць, у тому числі політичних в'язнів [26] . Серед цього числа доктора Джалалі не було у списку [21] [27] .

### 2018 рік
- Робоча група Ради з прав людини з питань безпідставного  затримання (ООН) повторила свій терміновий заклик до звільнення доктора Джалалі [28]
- 5 лютого ФІДУ (Federazione Italiana Diritti umani), Іранські права людини, ECPM - Ансамбль Contre la Peine de Mort та казино Nessuno tocchi (Hands off Caino) надіслали листа високому представнику Союзу із закордонних справ та політики безпеки Федеріці Могеріні, щоб попросити вжити термінових заходів та негайно припинити смертний вирок. [29]
- 3 травня мережа вчених з ризиком написала лист до Верховного лідера Ісламської Республіки Іран, аятолли Алі Хаменеї. [30]

### 2017 рік
- Була подана петиція щодо звільнення доктора Джалалі на сайті change.org, і вдалося отримати понад 320 000 підписів. Петиція була направлена до іранських властей та до колишнього президента Європарламенту Антоніо Таяні . [31]
- 31 жовтня Університет П'ємонта, Каролінського університету і Вільного Університету Брюселля направили лист голові судової системи Ірану, аятолла Садех Ларіджані, в якому вимагають  негайного звільнення доктора Джалалі. У листі університети нагадали про чудову репутацію доктора Джалалі та нагадали про право на свободу вираження поглядів. [32]
- 13 листопада Європейська асоціація університетів надіслала листа Верховному лідеру Ісламської Республіки Іран, аятоллі Алі Хаменеї [33]
- Робоча група Ради з прав людини з питань довільного затримання (ООН) прийняла висновок № 92/2017 на своїй вісімдесятій сесії 20–24 листопада. Робоча група передала звинувачення до уряду Ірану та попросила уряд до 17 листопада надати детальну інформацію про поточну ситуацію доктора Джалалі та будь-які коментарі щодо тверджень джерела. Але на жаль ця дія не отримала відгуків від Ірану. [23]